# 地方出入国在留管理局
地方出入国在留管理局（ちほうしゅつにゅうこくざいりゅうかんりきょく、英：Regional Immigration Bureau）とは、日本の法務省の外局である出入国在留管理庁の地方支分部局。管区（ブロック）ごと8か所に本局が置かれ、主として出入国管理及び難民認定法に基づく出入国管理、在留審査・審判、違反審査・審判、違反調査・収容、被収容者の処遇・執行、難民認定等の行政事務を担当する。略称は地方入管局、単に入管と略することもある。
外国人の出入国及び在留の公正な管理に関する施策を総合的に推進するため2019年4月1日より出入国在留管理庁が設置され、入国管理局は廃止となった。これに伴い地方入国管理局は、出入国在留管理庁の地方支分部局としての地方出入国在留管理局となった。

## 概要
法務省の外局である出入国在留管理庁本庁が、一般への窓口を持たず、国会対応、法案・政策立案、外国機関との折衝、特異・困難事例（いわゆる進達事案）の法務大臣決裁の補助など上級庁としての業務を行うのに対し、地方出入国在留管理局は、窓口を持ち、日本への入国を目的とする外国人、既に日本に在留中の外国人、出入国管理制度に違反した在日・滞日外国人、さらには難民条約・難民議定書上の難民を主張する外国人（又はそれらの代理人等）からの申請を受け、その審査・調査・許認可・摘発等の、いわゆる「現場」の業務を取り扱うほか、入国者収容所へ収容される外国人の過渡的な収容施設として「収容場（しゅうようば）」を持ち、その処遇等にも当たる。
地方出入国在留管理局という呼称は総称であり、個別具体的な名称は「東京出入国在留管理局」のように「地方」を省いて代わりに都市名の地名部分を冠したものとなっている（ただし、英語名称では Regional は外さず地名を冠する）。本局出張所・支局には本局の名称を、支局出張所には本局及び支局の名称をそれぞれ冠する。他省庁の大半の地方支分部局と同様、正式な辞令には「法務省」は冠されない。旧組織(後述）については、それぞれ「出入国管理庁東京出張所」、「入国管理庁東京出張所」、「東京入国管理事務所」のように称した。
密接に関連する官署として、出入国在留管理庁の施設等機関である入国者収容所（入国管理センター）がある。従前の地方入国管理局の職員にとって、他省庁あるいは（同じ法務省にあっても）法務局等への異動は出向（人事交流）とみなされるのに対し、入国者収容所は本省入国管理局とともにいわば通常の人事異動の範囲内の官署として認識されていたが、現在ではいずれも出入国在留管理庁内部での異動となる。

## 沿革
- 1949年（昭和24年）

8月10日：出入国の管理に関する政令（昭和24年政令第299号）第4条第1項の規定により、各地の税関に税関職員の一つとして入国監理官（Immigration Official、定数30人以内、1950年4月1日定数60人以内に増員）が置かれる。この時点では中央組織として外務省管理局入国管理部はあったが、独自の地方組織は置かれず、税関の入国監理官の行う事務については、外務大臣が税関長を指揮監督するとされた。
- 1950年（昭和25年）

10月1日：出入国管理庁設置令（昭和25年政令第295号）により、税関の入国監理官を出入国監理官（Immigration Official、定数120人以内）に改めるとともに、外務省の外局として出入国管理庁を設置、同庁に入国審査官、入国審査官補、入国警備官及びそれらを配置する地方支分部局として5出張所（Local Station、東京、神戸、松江、下関、福岡）が置かれる。
- 1951年（昭和26年）

4月1日：地方支分部局が11出張所（仙台、東京、横浜、名古屋、神戸、高松、松江、下関、福岡、大村、鹿児島）に拡充される。
11月1日：出入国管理令（昭和26年政令第319号）及び入国管理庁設置令（昭和26年政令第320号）により、出入国監理官及び出入国管理庁を廃し、外務省の外局として入国管理庁(Immigration Agency)を設置、従前の11出張所を改めて入国管理庁の地方支分部局として規定。税関の出入国監理官は廃止。
- 1952年（昭和27年）

4月28日：札幌出張所が新設される（建制順は筆頭。12出張所体制）。
8月1日：法務府の法務省への改称に伴う改正により、外務省入国管理庁を廃し、出入国管理事務を法務省へ移管し、法務省の内部部局として入国管理局を設置。法務省の地方支分部局として12入国管理事務所（Immigration Office、従前の出張所を事実上継承）が置かれる。
- 1955年（昭和30年）

8月1日：大村入国管理事務所を廃し、大阪入国管理事務所が新設される（建制順は名古屋の次。12事務所体制は変わらず）。
- 1957年（昭和32年）

7月1日：松江入国管理事務所を廃し、広島入国管理事務所が新設される（建制順は高松の次。12事務所体制は変わらず）。
- 1961年（昭和36年）

6月5日：東京国際空港供用開始に伴い、羽田入国管理事務所が新設される（建制順は東京の次。13事務所体制）。
- 1972年（昭和47年）

5月15日：沖縄の本土復帰に伴い、那覇入国管理事務所が新設される（建制順は末尾。14事務所体制）。
- 1978年（昭和53年）

5月20日：新東京国際空港の供用開始に伴い、羽田入国管理事務所を廃し、成田入国管理事務所が新設される（建制順は東京の次。14事務所体制は変わらず）。
- 1981年（昭和56年）

4月1日：行政機構改革により、14入国管理事務所が8地方入国管理局（東京、大阪、名古屋、広島、福岡、仙台、札幌、高松）及び2支局(District Office、東京に成田、福岡に那覇)に再編される。
- 1982年（昭和57年）

4月6日：旧入国管理事務所でありながら出張所となっていた横浜と神戸が支局となる（東京に横浜（東京の支局建制順筆頭）、大阪に神戸。8本局4支局体制）。
- 1987年（昭和62年）

5月21日：審査担当部署への専門官制導入に伴い、それまでの課制（審査第一課など）が首席審査官（○○部門）へ変更される（総務・経理・警備等の課等はそのまま）。
- 1994年（平成6年）

9月4日：関西国際空港の供用開始に伴い、大阪入国管理局に関西空港支局が新設され（大阪の支局建制順筆頭）、名称の均衡上、成田支局が成田空港支局へ改称となる（8本局5支局体制）。
- 1998年（平成10年）

4月9日：警備担当部署への専門官制導入に伴い、それまでの課制（警備第一課など）が首席入国警備官（○○部門）へ変更される（総務・経理等の課等はそのまま）。
- 2001年（平成13年）

1月6日：中央省庁再編により、（新）法務省の地方支分部局として新設（事実上の存続）。建制順が北南順（札幌、仙台、東京、名古屋、大阪、広島、高松、福岡）となる。東京の支局は成田空港、横浜の順に入替え。大阪の支局は関西空港、神戸の順のまま。
- 2005年（平成17年）

2月17日：中部国際空港の供用開始に伴い、名古屋入国管理局に中部空港支局が新設される（8本局6支局体制）。
- 2010年（平成22年）

4月1日：東京国際空港の再国際化に伴い、東京入国管理局に羽田空港支局が新設される（8本局7支局体制）。
- 2019年（平成31年）

4月1日：法務省の外局として「出入国在留管理庁」が設置される（法務省入国管理局は廃止）。地方入国管理局は、地方出入国在留管理局として出入国在留管理庁の地方支分部局となる。

## 組織
地方出入国在留管理局の内部組織は、法律の法務省設置法、政令の法務省組織令及び省令の地方出入国在留管理局組織規則が階層的に規定している。

### 本局
- 局長
- 次長（東京1､名古屋1、大阪1）
- 総務課
- 職員課（東京のみ）
- 会計課（東京、名古屋、大阪、福岡のみ）
- 用度課（東京のみ）
- 診察室（東京、名古屋、大阪のみ）
- 監理官（東京1､札幌1、仙台1、広島1、高松１）
- 審査監理官（東京2、名古屋1、大阪1）
- 警備監理官（東京2、名古屋1、大阪1）
- 首席審査官（札幌1、仙台1、東京16、名古屋8、大阪7、広島3、高松1、福岡3)
- 首席入国警備官（札幌1、仙台1、東京10、名古屋5、大阪5、広島1、高松1、福岡1)

旧地方入国管理局では札幌、仙台、広島、高松にも次長が置かれていたが、地方出入国在留管理局では廃止された。更に2021年4月に、東京の次長が2名から1名になり、福岡の次長は廃止された。
一般にブロック機関である国の地方支分部局は、部制となっており、同じ法務省の地方支分部局の矯正管区（第一部から第三部までの3部）、法務局（総務部（東京、大阪のみ）、訟務部、民事行政部、人権擁護部）、公安調査局（総務部、調査第一部、調査第二部）は部制であるが、地方出入国在留管理局は部が置かれていない。

### 支局
- 支局長
- 次長（成田空港1､羽田空港1、中部空港1、関西空港１）
- 総務課
- 偽変造文書対策室（成田空港1､羽田空港1、中部空港1、関西空港１）
- 診察室（横浜のみ）
- 審査監理官（成田空港2、羽田空港1、中部空港1、関西空港１）
- 首席審査官（成田空港16、羽田空港9、横浜3、中部空港7、関西空港12、神戸1、那覇1)
- 首席入国警備官（成田空港2、羽田空港1、横浜1、中部空港1、関西空港1、神戸1、那覇1)
- 監理官（横浜1、神戸1、那覇1）

### 出張所
- 出張所長
- 監理官（千歳苫小牧1、福岡空港1、那覇空港1）
- 首席審査官（千歳苫小牧4、福岡空港4、那覇空港4、仙台空港1、水戸1、宇都宮1、高崎1、さいたま1、千葉1、新宿1、立川1、新潟1、富山1、金沢1、静岡1、京都1、境港1、岡山1、広島空港1、下関1、高松出入国在留管理局松山1、北九州1、博多港1、佐賀1、長崎1、対馬1、熊本1、大分1、宮崎1、鹿児島1）

出張所の管轄区域は、当該出張所が置かれる地方出入国在留管理局又は支局の管轄区域と同一となっている。実際の事務の分担は、出入国在留管理庁HPで案内されている。

## 職員
- 幹部である本支局長・次長・審査監理官には入国審査官が、警備監理官には入国警備官（警備監）が、それぞれ充てられる。
- 総務・人事・経理・登録等に関する課等においては、課長・課長補佐（相当職含む。）・係長には法務事務官が、係員には原則として入国審査官が充てられる。
- 審査・実態調査・審判・鑑識等に関する部門においては、首席審査官（課長相当職）以下ほぼ全員が入国審査官により占められる（勤務年数の短い職員は法務事務官）。
- 警備・違反調査・処遇・執行等に関する部門においては、首席入国警備官（課長相当職）以下ほぼ全員が入国警備官により占められる。
- 出張所など人員が限られた官署にあっては、これらの原則を踏まえつつ、場合により併任発令による兼務も行われる。
- その他、他官庁と同様にいわゆる非正規雇用職員（事務補佐員など）も適宜配置される。

## 本局及び支局一覧
※本局名のカッコ内は管轄都道府県。
- 札幌出入国在留管理局（北海道）
- 仙台出入国在留管理局（青森・岩手・宮城・秋田・山形・福島）
- 東京出入国在留管理局（茨城・栃木・群馬・埼玉・千葉・東京・神奈川・新潟・山梨・長野）
  - 成田空港支局
  - 羽田空港支局
  - 横浜支局
- 名古屋出入国在留管理局（富山・石川・福井・岐阜・静岡・愛知・三重）
  - 中部空港支局
- 大阪出入国在留管理局（滋賀・京都・大阪・兵庫・奈良・和歌山）
  - 関西空港支局
  - 神戸支局
- 広島出入国在留管理局（鳥取・島根・岡山・広島・山口）
- 高松出入国在留管理局（徳島・香川・愛媛・高知）
- 福岡出入国在留管理局（福岡・佐賀・長崎・熊本・大分・宮崎・鹿児島・沖縄）
  - 那覇支局

1. 出張所はおおむね県庁所在地や大きな港・空港の所在地に配置。詳細は各本局・支局の記事を参照。
2. 各種手続・申請は原則として居住地を管轄する地方入管局の官署で行う。支局の管轄内に居住する者は本局への申請等も可能であるが、その逆（支局管轄外で本局管轄内の者による支局への申請等）はできない。
3. 支局・出張所のうち名称に「空港」のあるものは原則として在留審査は取り扱わない。
4. 高松本局のみ、在留申請・手続窓口を浜ノ町分庁舎へ分離している。東京本局においても、在留者の所属機関等が届出を行う場合には四谷分庁舎の受理窓口を利用できる。
5. 一部の申請・手続については省令等で取扱庁が（大規模官署に）限定されている場合があり、全ての申請が出張所を含む全官署で可能という訳ではない。

## 出入国管理・不法入国警備業務
密入国対策強化のため、2007年（平成19年）から日本でも空港や港湾での旅客入国審査に指紋照合による生体認証が導入され、効果を挙げている。
これに伴い、密入国のルートが、人気が少なく目立ちにくい海岸や、審査体制の緩い地方の港湾の貨物埠頭などに移行することが懸念された。対策として、海岸や港湾での不法入国取締強化のための専任組織を設けることとなり、2009年（平成21年）10月1日付で東京入国管理局新潟出張所に北日本機動班が、福岡入国管理局本局に西日本機動班がそれぞれ設置された。これら機動班では、専任の入国警備官により重点警戒区域の海岸の移動監視や入港船舶への臨船検査などを行い、密入国者の摘発に努めている。この取り組みは一定の効果が発揮されたことから、その後他の地域でも機動班の設置が行われることとなり、2012年4月1日付で東京入国管理局千葉出張所に東京湾岸千葉機動班、東京入国管理局横浜支局に東京湾岸横浜機動班が、同年10月1日付で大阪入国管理局神戸支局に神戸機動班がそれぞれ設置された。

## 車両･船舶
各地方出入国在留管理局には、不法入国監視業務用として緊急自動車の指定を受けたパトロールカーが配置されている。また、部隊編制での警備実施時の人員輸送や被収容者の移送用に人員輸送車が配置されている。これらの車両は、クリーム色と青色に塗り分けた塗色（パトロールカーは、ドア（全面）とフロントボンネットリッド（三角形に塗り分け）が青色で他がクリーム色。人員輸送車は上部がクリーム色で下部が青色）が施されている。
東京出入国在留管理局横浜支局と大阪出入国在留管理局神戸支局には、港湾等での臨船審査や沿岸監視用に24t型監視艇各1隻が配置されており、それぞれ横浜港と神戸港で使用されている。